# Bernat Vivancos i Farràs

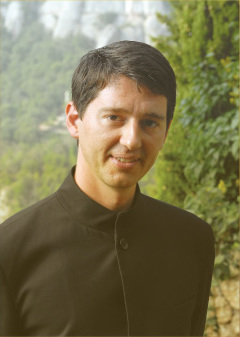

Bernat Vivancos i Farràs (* 1973 in Barcelona) ist ein zeitgenössischer katalanischer Komponist, Organist, Pianist, Chorleiter und Musikpädagoge. Von 2007 bis 2014 leitete Vivancos die Escolania de Montserrat. Seit 2003 ist er Professor für Komposition und Orchestration an der ESMUC in Barcelona.

## Leben und Werk
Bernat Vivancos studierte bei Ireneu Segarra in der Escola de Montserrat. Er absolvierte seine Klavierstudien bei Maria Canals in ihrer Ars Nova Academy und sein Kompositionsstudium bei David Pedrós in Barcelona. Später vertiefte er seine musikalischen Studien während fünf Jahren am Pariser Konservatorium bei Guy Reibel, Frédéric Durieux, Marc-André Dalbavie und Alain Louvier in Orchestrierung und Musikanalyse und bei Lasse Thoresen in Norwegen.
Im Jahr 2000 erhielt er für seine Komposition Métamorphoses („Metamorphosen“) den ersten Preis für elektroakustische Musik in Brüssel. Seit diesem Zeitpunkt wurde seine Musik auf europäischen Bühnen wie in Amsterdam und in Frankfurt am Main aufgeführt. Vor allem sein Interesse an Chormusik bestimmte seinen weiteren Werdegang als Komponist. Er komponierte El gran alquimista (2007, „Der große Alchimist“) auf einen Text von Miquel Desclot. Weiterhin genannt werden müssen seine Werke Contemplació polièdrica de nu femení (2006, „Kontemplation auf einen polyedrischen weiblichen Akt“) und La ciutat dels àngels (2002, „Die Stadt der Engel“).
Zusammen mit Arvo Pärt war Vivancos in der Saison 2014/2015 Composer in Residence am Palau de la Música Catalana in Barcelona. Im Jahr 2019 arbeitete Vivancos musikalisch mit internationalen Popsängern wie der katalanischen Flamenco-Pop-Sängerin Rosalía zusammen, die bei dem Goya-Wettbewerb mit dem Cor Jove de l’Orfeó Català (Jugendchor des Orfeo Català) Me quedo contigo („Ich bleibe bei dir“) der Gruppe Los Chunguitos aufführte. Er trat auch mit Jennifer Lopez auf deren Amerika-Tournee mit dem Titel It’s my party: a life celebration auf.